# Kap Harrisson
Kap Harrisson ist ein Kap an der Küste des ostantarktischen Königin-Marie-Lands. Es liegt unmittelbar nördlich der Possession Rocks an der Verbindung zwischen Northcliffe- und Denman-Gletscher.
Die Ostgruppe der Australasiatischen Antarktisexpedition (1911–1914) unter der Leitung des australischen Polarforscher Douglas Mawson entdeckte es. Mawson benannte es nach seinem Biologen Charles Turnbull Harrison (1866–1914).